# Шаабан, Хафез Шаабан
Шаабан Хафез Шаабан (1 января 1952, Палестина) — российский и арабский общественный деятель.

## Биография
Родился в семье бывшего офицера иорданской армии. Окончил Университет дружбы народов им. Патриса Лумумбы.
С 1977 года — сотрудник представительства ООП. В 1978 года — сотрудник посольства Кувейта.
В 1988 г. защитил докторскую диссертацию в Московском горном институте.
Некоторое время жил в США, занимался предпринимательской деятельностью. Имеет несколько ресторанов в США. Вернулся в СССР в 1992, издавал исламскую газету «Аль-Кодс», закрытую за антисионистские статьи и за связи с чеченскими сепаратистами. В 1995 году получил гражданство России.
С 1995 года выехал из России на постоянное место жительства в США. 3 декабря 2020 года был депортирован из Америки в Россию спецрейсом после отбывания срока 13.5 года за мошенничество и незаконное получения американского гражданства. Прокуратура США и ФБР обвинили его в том, что он работал в качестве агента режима Саддама Хуссейна в США и что во время одной из своих поездок в Ирак в конце 2002 года он предложил за 5 миллионов долларов продать иракской разведке список из 60 имен тайных агентов США, действовавших в Ираке.
В 2021 году в качестве самовыдвиженца заявился на выборы 2021 года в Госдуму России.